# Кениг, Эзра
Э́зра Майкл Ке́ниг (англ. Ezra Michael Koenig; род. 8 апреля 1984 года, Нью-Йорк, США) — американский музыкант, певец, автор песен, сценарист и радиоведущий. Наиболее известен как лид-вокалист и гитарист альтернативной рок-группы Vampire Weekend.
Кениг также является создателем мультсериала Netflix «Нео Йокио», а также ведущим собственного радио-ток-шоу «Временной кризис с Эзрой Кенигом» на Apple Music.

## Ранние годы
Кениг родился в Нью-Йорке, в семье Бобби Басс, психотерапевта, и Робина Кенига, художника по костюмам. Его родители жили в Верхнем Вест-Сайде, Манхэттен, прежде чем переехали в Глен-Ридж, штат Нью-Джерси. Кениг — еврей; его семья иммигрировала в США из Европы. Он вырос на севере Нью-Джерси и посещал старшую школу Глен-Ридж. У него есть младшая сестра, Эмма Кениг (род. 1988), являющаяся писательницей и сценаристкой, и работавшая над сериалом «Манхэттенская история любви». Кениг окончил Колумбийский университет, где изучал английскую литературу.
После выпуска он преподавал английскую литературу по программе «Teach For America» в Бруклине. Осенью 2007 года Кениг заключил контракт с XL Recordings, тем самым закончив свою учительскую карьеру.

## Карьера

### Vampire Weekend
В 2005 году Кениг образовал альтернативную рок-группу Vampire Weekend. Её название является отсылкой к одноимённому невыпущенному инди-фильму, снятого Кенигом с друзьями. По сюжету фильма, где Кениг сыграл главного героя, который был одержим идеей сбежать на полуостров Кейп-Код, поскольку был уверен, что мир захватят вампиры. Многие из песен с их дебютного альбома отсылаются к фильму.

## Личная жизнь
С 2016 года Кениг встречается с актрисой Рашидой Джонс. У пары есть сын — Айзая Джонс Кениг (род. 22 августа 2018).